# Diacyclops chakan
Diacyclops chakan – gatunek widłonoga z rodziny Cyclopidae. Nazwa naukowa gatunku została po raz pierwszy opublikowana w 1996 roku przez Franka Fiersa z Królewskiego Instytutu Nauk Przyrodniczych Belgii oraz amerykańską biolog Janet W. Reid z Narodowego Muzeum Historii Naturalnej w Waszyngtonie (część Smithsonian Institution). Miejsce typowe to zbudowana przez ludzi studnia na posiadłości „Rancho Antonio Kanah”, około 1 km od drogi Kinchil – Celestún na półwyspie Jukatan w Meksyku (przybliżone współrzędne 20°53′30″N 90°07′09″W/20,891667 -90,119167).